# Лондонская конференция 1956

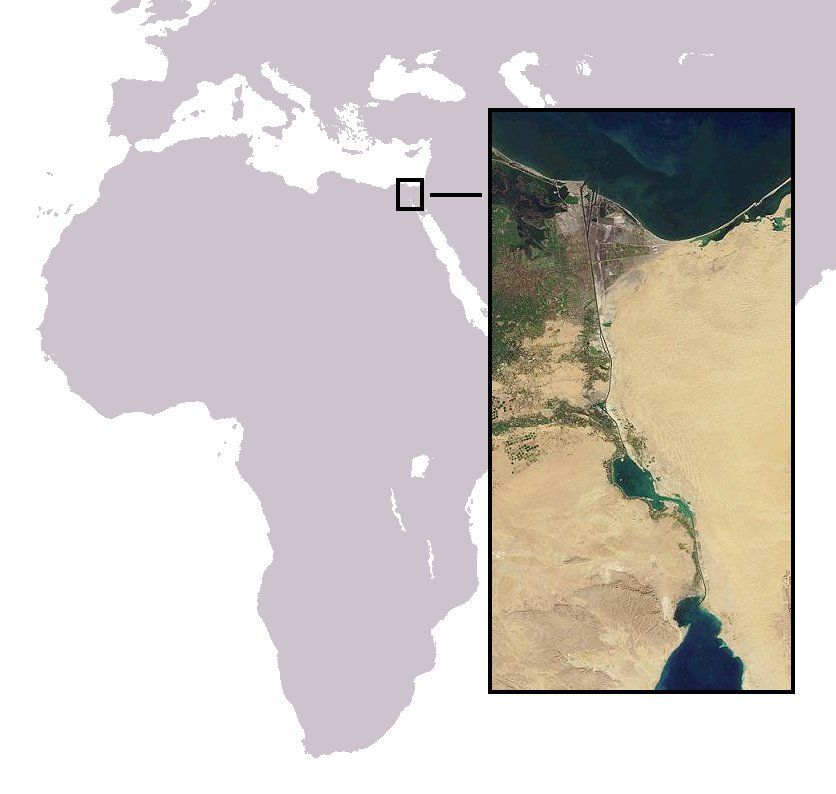
Расположение Суэцкого канала

Лондонская конференция 1956 по Суэцкому вопросу — название конференций, которые состоялись в Лондоне 18-23 августа 1956 года и 19-21 сентября 1956 года и должны были урегулировать вопросы международного использования Суэцкого канала. Этот вопрос возник после национализации канала в июле 1956 года, что нанесло ущерб интересам Великобритании и Франции. Восемнадцать государств-участниц подписали декларацию о создании Ассоциации пользователей Суэцкого канала (Suez Canal Users’ Association, SCUA), которая должна была финансировать и управлять каналом.
Решения конференции не были претворены в жизнь, потому что египетское правительство не согласилось на совместное использование канала. Это повлекло подписание тайного англо-франко-израильского Севрского протокола и военный конфликт в октябре-ноябре 1956 года, известный под названием «Суэцкий кризис».

## Предпосылки и последствия

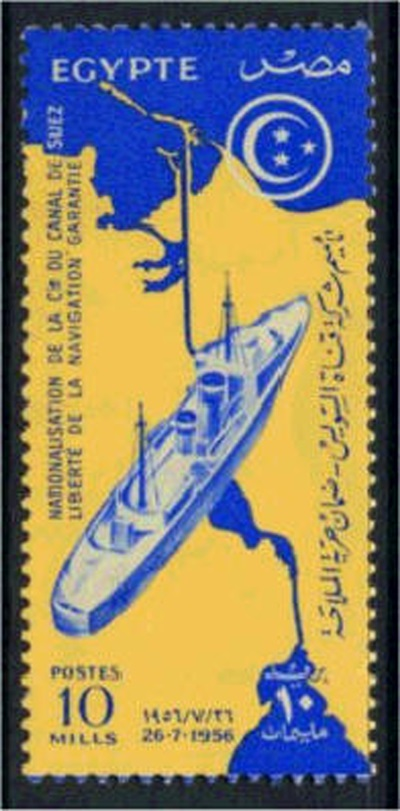
Марка, посвященная национализации канала

В ответ на египетскую национализации компании Суэцкого канала в конце июля 1956 года, Соединенные Штаты, Великобритания и Франция провели две конференции, на которые был приглашен ряд морских государств, чтобы правильно отреагировать на это событие.
Приглашение на первую лондонскую конференцию было отправлено всем 24 государствам, подписавшим Константопольскую конвенцию 1888 года, которая регулировала управление Суэцким каналом. Египет и Греция (которая спорила с Британией из-за Кипра) отказалась от участия; в то время как Советский Союз и Индия выступали с антиимпериалистической и антиколониальной точки зрения и защищали права Египта. Во время конференции министр иностранных дел Великобритании Селвин Ллойд сумел убедить восемнадцать государств, в том числе США, подписать официальную декларацию, в которой было требование о создании нового международного агентства, который будет представлять интересы всех пользователей канала и возьмет на себя администрацию канала.
Делегации не смогли убедить правительство Насера принять решение Лондонской конференции, под угрозой военного вмешательства Франции и Британии, поэтому госсекретарь США Дж. Ф. Даллес призвал провести вторую конференцию, которая началась в Лондоне 19 сентября.
Восемнадцать государств, которые подписали декларацию на первой конференции, приняли предложение Даллеса о создании Ассоциации пользователей Суэцкого канала (Suez Canal Users’ Association, SCUA), которая должна была на практическом уровне заниматься вопросами финансирования и управления каналом и тем самым обеспечивать права государств-участников. Однако, как сказал позже Энтони Иден (тогдашний премьер Великобритании), новое объединение было «мертворожденным». Египетское правительство не желал допускать другие государства к управлению каналом.
Обе конференции никоим образом не решили возложенной задачи, а Британия, Израиль и Франция через месяц подписали тайный Севрский протокол, согласовав совместную военную операцию против Египта в октябре-ноябре 1956 года, известную под названием операция «Кадеш».